# 联合国日内瓦办事处

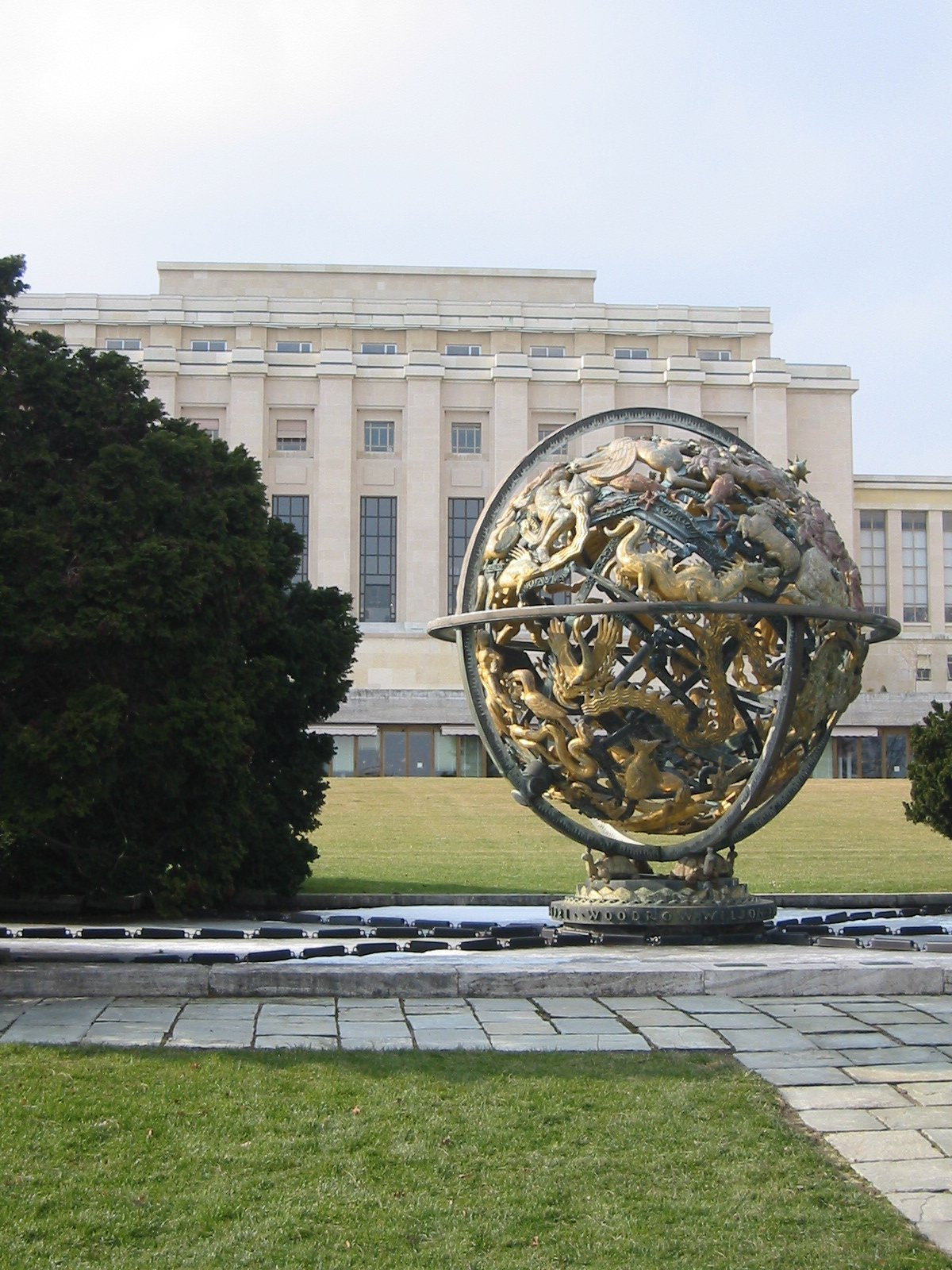
安放在环抱着万国宫的阿丽亚娜公园里的浑天仪，为美国威尔逊总统基金会赠送，已成为联合国日内瓦办事处的象征。

联合国日内瓦办事处（英語：United Nations Office at Geneva，缩写为，缩写为）是联合国秘书处驻瑞士日内瓦的一个办事处，是规模仅次于美国纽约联合国总部的联合国机构，又稱為聯合國歐洲總部。办事处的主要办公场所为前国际联盟总部万国宫。办事处由一名总干事直接向联合国秘书长负责。

## 组成机构

### 总部位于日內瓦的机构
- 联合国难民事务高级专员办事处
- 联合国人权事务高级专员办事处
- 联合国贸易和发展会议
- 国际贸易中心

### 代表机构
- 世界贸易组织
- 世界卫生组织